# John Feaver
John Feaver, né le 16 février 1952 à Fleet, est un ancien joueur de tennis professionnel britannique.

## Carrière
1/8 de finaliste à Wimbledon en 1973 et à l'US Open en 1977.
1/2 finaliste en double à Roland-Garros en 1982 avec Cássio Motta. Son dernier match de double remporté en Grand Chelem compte 4 tie break : 6-7, 6-7, 7-6, 7-6, 6-1.
Il remporte en simple le tournoi Challenger de West Worthing en 1981.

## Palmarès

### Finale en simple messieurs
| No | Date       | Nom et lieu du tournoi                  | Catégorie | Dotation | Surface      | Vainqueur        | Score         |  |
| -- | ---------- | --------------------------------------- | --------- | -------- | ------------ | ---------------- | ------------- |  |
| 1  | 18-04-1977 | Tournoi de tennis de Florence, Florence |           | 30 000 $ | Terre (ext.) | Paolo Bertolucci | 6-4, 6-1, 7-5 |  |

### Titre en double messieurs
| No | Date       | Nom et lieu du tournoi           | Catégorie | Dotation | Surface      | Partenaire      | Finalistes                   | Score    |  |
| -- | ---------- | -------------------------------- | --------- | -------- | ------------ | --------------- | ---------------------------- | -------- |  |
| 1  | 22-09-1980 | Grand Prix Passing Shot Bordeaux |           | 50 000 $ | Terre (ext.) | Gilles Moretton | Gianni Ocleppo Ricardo Ycaza | 6-3, 6-2 |  |

### Finales en double messieurs
| No | Date       | Nom et lieu du tournoi                                       | Catégorie | Dotation  | Surface         | Vainqueurs                       | Partenaire       | Score         |  |
| -- | ---------- | ------------------------------------------------------------ | --------- | --------- | --------------- | -------------------------------- | ---------------- | ------------- |  |
| 1  | 24-03-1974 | Mississippi International Indoor Tennis Championship Jackson |           | NC $      | Moquette (int.) | Fred McNair Grover Reid          | Byron Bertram    | 3-6, 6-3, 6-3 |  |
| 2  | 20-07-1975 | Turkey Open Istanbul                                         |           | NC $      | NC              | Colin Dibley Thomaz Koch         | Colin Dowdeswell | 6-2, 6-2, 6-2 |  |
| 3  | 01-11-1976 | Dewar Cup Londres                                            | Dewar Cup | 100 000 $ | Moquette (int.) | David Lloyd John Lloyd           | John James       | 6-4, 3-6, 6-2 |  |
| 4  | 24-10-1977 | Tournoi de tennis de Bâle Bâle                               |           | 30 000 $  | Moquette (int.) | Mark Cox Buster Mottram          | John James       | 7-5, 6-4, 6-3 |  |
| 5  | 17-09-1979 | Tournoi de tennis de Sicile Palerme                          |           | 75 000 $  | Terre (ext.)    | Peter McNamara Paul McNamee      | Ismail El Shafei | 7-5, 7-6      |  |
| 6  | 24-09-1979 | Tournoi de tennis de Madrid Madrid                           |           | 75 000 $  | Terre (ext.)    | Carlos Kirmayr Cássio Motta      | Robin Drysdale   | 7-6, 6-4      |  |
| 7  | 14-07-1980 | Swedish Open Båstad                                          |           | 75 000 $  | Terre (ext.)    | Heinz Günthardt Markus Günthardt | Peter McNamara   | 6-4, 6-4      |  |
| 8  | 16-03-1981 | Open de Lorraine Nancy                                       |           | 50 000 $  | Dur (int.)      | Ilie Năstase Adriano Panatta     | Jiří Hřebec      | 6-4, 2-6, 6-4 |  |
| 9  | 05-10-1981 | Tournoi de tennis de Tel Aviv Tel Aviv                       |           | 75 000 $  | Dur (ext.)      | Steve Meister Van Winitsky       | Steve Krulevitz  | 3-6, 6-3, 6-3 |  |